# Hydnophytum
Hydnophytum és un gènere de plantes amb flors epífites, mirmecòfites (plantes associades amb formigues) natives del sud-est d'Àsia, la regió del Pacífic arribant fins a Queensland al nord d'Austràlia. El nom deriva del grec: hydnon "tubercle", i phyton "planta", pel fet que tenen les tiges buides i suculentes. Creix sobre les branques o sobre els troncs d'altres plantes. Com el gènere emparentat Myrmecodia, són plantes associades amb formigues. L'espècie tipus és Hydnophytum formicarum de les Filipines. El gènere conté 55 espècies, de les quals 44 es troben a l'illa de Nova Guinea. Moltes espècies es coneixen poc.
Formen simbiosi amb les formigues. Les plantes proporcionen un hàbitat per a les colònies de formigues i els túnels dins el càudex de les plantes són una protecció subterrània per les formigues. Les quals proporcionen nutrients i eviten el dany en els teixits de les plantes.
De vegades es cultiven, a Austràlia, dues espècies:Hydnophytum ferrugineum i H. moseleyanum.